# Пипец (серия фильмов)
«Пипец» — серия британско-американских супергеройских фильмов, основанные на комиксах Мордобой, писателя Марка Миллара и Джона Ромита. Их предпосылки заключаются в том, что подросток Дейв Лизевски, вдохновлённый его интересом к супергероям из комиксов, намеревается стать супергероем в реальной жизни, называет себя «Пипец» и объединяет силы с «Убивашкой» и «Папаней», чтобы спасти улицы Нью-Йорка и уничтожить семейку преступников Д’Амико.

## Фильмы

### Пипец(2010)
В апреле 2010 года вышел фильм «Kick-Ass», в русском прокате шёл под названием «Пипец». Главную роль исполнил Аарон Джонсон, роль Красного Тумана (в русском переводе — Кровавый Угар) — Кристофер Минц-Пласс, Хит-Гёрл (Убивашку) сыграла Хлоя Морец, а Большого Папочку (Папаню) — Николас Кейдж. Сюжетная линия была основана на первом томе и существенно отличается от оригинала. Например, здесь о том, что Красный Туман — предатель, зрителю известно заранее, а имя его отца изменено на Фрэнк Д’Амико (его сыграл Марк Стронг). Кэти не злится на Дэйва за ложь и начинает с ним встречаться, а Дэйв после финала отказывается от костюма. История Дэймона и Минди про полицейского и мафиози не была вымыслом, а после победы над Д’Амико Минди переезжает к бывшему напарнику отца.

### Пипец 2(2013)
Режиссёр первого фильма Мэтью Вон давно говорил о планах снять продолжение истории Пипца. В начале 2012 Марк Миллар объявил о выходе в 2013 году второй части картины. 8 мая 2012 года стало известно, что продолжение будет распространять Universal Studios, а начало съёмок планируется на сентябрь 2012 года. Своё согласие сыграть в фильме роль Полковника Америка дал известный актёр Джим Керри.

### Будущее серии
Четвёртый графический роман под названием «Мордобой 3» был выпущен в 2013 году и является последней частью в истории как Пипца, так и Убивашки. Миллер заявил, что если «Пипец 2» будет успешен, в скором времени выйдет и третий фильм. Тейлор-Джонсон, Хлоя Моретц и Минц-Плас заявили, что вернутся к своим ролям для третьего фильма. Моретц заявила: «Я хочу увидеть то, чего мы еще не видели. Теперь мы видели, кто такая Минди, я видела, кто такая Убивашка, я думаю, нам нужно объединить персонажей вместе, и Минди станет Убивашкой, а Убивашка станет Минди. Может быть, ее натуральные волосы имеют полоску фиолетового цвета, возможно, она действительно выглядит сумасшедшей и немного потемнела, так как она потеряла отца». Она также добавила: «Я бы сделала только третье, если бы это было логично. Это должен быть хороший сценарий и режиссер, вероятно ими будет Мэтью Вон. Третий фильм должен полностью завершить трилогию и должен быть хорошим примечание к концу». 30 августа 2013 года Миллар говорит, что фильм находится в стадии разработки. На пресс-конференции для «Годзилла», Тейлор-Джонсон заявил, что он готов действовать к третьему фильму, но он не был заключён за него и что в то время не было планов.
В мае 2014 года, продвигался новый фильм «Соседи», Кристофер Минц-Плассе сказал, что он ничего не слышал о новом фильме, но выразил сомнение в том, что третья часть не будет сделанно из-за неутешительного кассового сборища второй части. В июне 2014 года Хлоя Грейс Моретц повторила свои чувства со стороны звёзд, когда её спросили о «Пипце 3», заявив, что «я надеюсь, что это было бы здорово, я сомневаюсь, но мне это понравилось бы». Она также указала на то, что нижний кассовый сбор второго фильма стал основным препятствием для третьей части:

Трудно, если поклонники хотят третьего фильма, им нужно идти покупать билет, чтобы посмотреть фильм. Это было похоже на второй самый пиратский фильм года, поэтому, если вы хотите, чтобы фильм получал вторую, третью, четвертую и пятые части, покупайте билеты на официальный фильм.
Оригинальный текст (англ.)The hard thing is if fans want a third movie, they’ve got to go buy the ticket to go see the movie. It was like the second most pirated movie of the year, so if you want a movie to be made into a second, a third, a fourth and a fifth, go buy a ticket. Don’t pirate it.
— Хлоя Морец
В августе 2014 года Моретц сказала: «Digital Spy»,

К сожалению, мне кажется я закончила с этим персонажем. Убивашка была очень крутым героем, но я не думаю, что в будущем нас ждут фильмы с ней. «Пипец 2» стал самым нелегально скачиваемым фильмом года, но это нам никак не помогло, потому что нам был нужен хороший бокс-офис. Мы должны были доказать, что сможем собрать деньги на третьем и четвертом фильме, но поскольку все сложилось иначе, мы не можем снять еще один фильм.
Оригинальный текст (англ.)Sadly, I think I'm done with the character... I don't think there will be any more movies. You make these movies for the fanboys, but nowadays everyone seems to pirate them rather than watch them in the movie theatre. Kick-Ass 2 was one of the number one pirated movies of the year, but that doesn't help us because we need box office figures. We need to prove to the distributors that we can make money from a third and a fourth movie.
— Хлоя Морец
В июне 2014 года Миллер подтвердил, что планы «Пипца 3» действительно продвинутся вперёд, поскольку фан-база достаточно сильна, чтобы интерес поддерживался. В Августе 2014 года, Миллер подтвердил, что план всегда заключался в том, чтобы создать три фильма, основанных на трёх комиксах. Также Миллер сказал, что третий фильм все ещё в планах и то, что в конечном счёте это решение Мэтью Вона, поскольку он имеет права на фильм.

## Анонсированные фильмы

### Убивашка(TBA)
В январе 2015 года Миллер сказал, что был запланированный сольный фильм про «Убивашку» с режиссёром Гаретом Эвансом, но фильм был отменён. 11 февраля 2015 года Вон действительно говорил о съёмках третьего фильма, надеясь вернуть Тейлора-Джонсона и Моретц, чтобы закончить фильм и даже хотел сделать фильм «Убивашка» первым в качестве приквела. Он сказал:

Если это произойдет, я уверен, что смогу убедить Аарона и Хлою вернуться и закончить историю о Пипце.
Оригинальный текст (англ.)If that happens, I’m pretty sure I can persuade Aaron and Chloe to come back and finish the story of Kick-Ass.
— Мэттью Вон
Он также подтвердил, что он не будет режиссёром Пипца 3. 17 июля 2015 года Вон заявил на Yahoo, что он работает над приквелом о том, как Убивашка и Папаня стали супергероями и планирует сделать «Пипец 3» после этого. Он заявил, что:

Если все получится, то это станет этаким сорбетом для людей, которым не понравился «Пипец 2», и тогда мы сможем пойти еще дальше и сделать «Пипец 3». Я думаю мы просто обязаны сделать этот приквел, чтобы вернуть ту любовь, что мы получили после первого «Пипца».
Оригинальный текст (англ.)If we make that, hopefully that will be the sorbet for the people that didn't like Kick-Ass 2 and then we can go off and make Kick-Ass 3. I think we've got to do this prequel to regain the love that we had with Kick-Ass.
— Мэттью Вон

### Пипец 3(TBA)
Ещё до выхода второго фильма Марк Миллар сообщал, что работа над последней частью кинотрилогии, вероятно, начнётся, однако это в первую очередь зависит от сборов второй картины, премьера которой состоялась 14 августа 2013 года. Также Миллар отметил, что фильм будет полностью основываться на комиксе, в отличие от первой части, которая сильно отличалась от комикса, и второй, которая смешала в себе второй том «Пипца» и мини-серию об «Убивашке». После провала второй части в прокате третья часть была заморожена и Мэтью Вон решил снять приквел про Убивашку(См.выше) дабы вернуть любовь фанатов и снять третью часть.
В июне 2018 года Вон объявил о различных фильмах в разработке под своей новой киностудией, среди которых — третий фильм «Пипец».
23 июня 2019 года было объявлено, что в Marv Studios разрабатывается третий фильм, в котором Тейлор-Джонсон, Минц-Пласс и Фонсека, соответственно, снова исполнят свои роли Дэйва Лизевски/Пипеца, Криса Д’Амико и Кэти Дома, соответственно, при этом Морец выражает сомнение в том, что она повторит свою роль Минди Макриди/Убивашки из-за того, как проходил продолжение; Третий фильм задуман как последний фильм оригинального сериала перед перезагрузкой серии «Убивашки и Пипца».

### Пипец: Перезапуск(TBA)
Мэттью Вон в 2018 году объявил о перезапуске франшизы Пипец.
16 декабря 2021 года Вон сообщил Collider, что перезапуск находится в разработке и возможно будет выпущен либо в 2023 году, либо в 2024 году.

### Будущее
В январе 2024 года Мэттью Вон сообщил, что для третьего фильма из франшизы «Пипец» под названием «Школьная драка», режиссёром которого был Дэмиен Уолтерс, тайно был одобрен актёрский состав, и его съёмки уже были завершены, а за ним последуют ещё два фильма, образующие трилогию: второй фильм носит рабочее название «Врам», а третий носит предварительное название «Пипец». Вон заявил, что, хотя в трилогию войдут новые персонажи, он также намерен включить в новую трилогию звёзд первых двух фильмов.

## Актёрский состав
| Персонажи                              | Фильмы и года их выхода | Фильмы и года их выхода | Фильмы и года их выхода |
| Персонажи                              | Пипец                   | Пипец 2                 |                         |
| Персонажи                              | 2010                    | 2013                    |                         |
| -------------------------------------- | ----------------------- | ----------------------- | ----------------------- |
| Дэйв Лизевски Пипец                    | Аарон Джонсон           | Аарон Джонсон           |                         |
| Минди Макриди Убивашка                 | Хлоя Грейс Морец        | Хлоя Грейс Морец        |                         |
| Дэймон Макриди Папаня                  | Николас Кейдж           | Упоминаются             |                         |
| Фрэнк Д’Амико                          | Марк Стронг             | Упоминаются             |                         |
| Крис Д’Амико Кровавый угар / Мазафакер | Кристофер Минц-Пласс    | Кристофер Минц-Пласс    |                         |
| Кэти Дома                              | Линдси Фонсека          | Линдси Фонсека          |                         |
| Марти Айзенберг Боец                   | Кларк Дьюк              | Кларк Дьюк              |                         |
| Тодд Хэйнс Трендец                     | Эван Питерс             | Август Прю              |                         |
| Эрика Чо                               | Софи Ву                 |                         |                         |
| Маркус Уильямс                         | Омари Хардвик           | Моррис Честнат          |                         |
| Алиса Лизевски                         | Гэррет М. Браун         |                         |                         |
| Джеймс Лизевски                        | Элизабет Макговерн      | Элизабет Макговерн      |                         |
| Большой Джо                            | Майкл Рисполи           |                         |                         |
| Коди                                   | Декстер Флетчер         |                         |                         |
| Энджи Д’Амико                          | Янси Батлер             | Янси Батлер             |                         |
| Джигэйнт                               | Ксандер Беркли          |                         |                         |
| Сэл Бертолини Полковник Америка        |                         | Джим Керри              |                         |
| Екатерина Дубровски Маза-Раша          |                         | Ольга Куркулина         |                         |
| Доктор Гравитон                        |                         | Дональд Фэйсон          |                         |
| Миранда Свэдлоу Ночная стерва          |                         | Линди Бут               |                         |
| Человек-тля                            |                         | Роберт Эммс             |                         |
| Большой Тони Опухоль                   |                         | Энди Найман             |                         |
| Брук                                   |                         | Клаудия Ли              |                         |
| Ральф Д’Амико                          |                         | Иэн Глен                |                         |
| Хавьер                                 |                         | Джон Легуизамо          |                         |
| Чингиз-хан-Потрошитель                 |                         | Том Ву                  |                         |

## Создатели
| Роли         | Пипец                                                              | Пипец 2                                                               |
| Роли         | 2010                                                               | 2013                                                                  |
| ------------ | ------------------------------------------------------------------ | --------------------------------------------------------------------- |
| Режиссёр     | Мэттью Вон                                                         | Джефф Уодлоу                                                          |
| Продюсер     | Мэттью Вон Брэд Питт Крис Тайкир Адам Болинг Таркин Пак Дэвид Рейд | Адам Болинг Леони Мэнсфилд Таркин Пак Мэттью Вон Дэвид Рейд Брэд Питт |
| Сценарий     | Марк Миллар Джон Ромита-мл. Джейн Голдман Мэттью Вон               | Джефф Уодлоу Марк Миллар Джон Ромита-мл.                              |
| Композитор   | Джон Мёрфи Генри Джекман Мариус де Вриз Илан Эшкери                | Генри Джекман Мэттью Марджесон                                        |
| Оператор     | Бен Дэвис                                                          | Генри Джекман                                                         |
| Производство | Marv Films                                                         | Marv Films                                                            |
| Дистрибуция  | Plan B Entertainment                                               | Universal Studios Plan B Entertainment                                |
| Длительность | 117 минут                                                          | 103 минут                                                             |
| Дата релиза  | 15 Апреля, 2010                                                    | 14 Апреля, 2013                                                       |

## Релиз

### Кассовые сборы
| Фильм   | Дата выхода     | Дата выхода     | Сборы       | Сборы         | Сборы        | Бюджет      | Ссылка |
| Фильм   | Мир             | США             | США         | Другие страны | Весь мир     | Бюджет      | Ссылка |
| ------- | --------------- | --------------- | ----------- | ------------- | ------------ | ----------- | ------ |
| Пипец   | 15 апреля 2010  | 26 марта 2010   | $48 071 303 | $48 117 600   | $96 188 903  | $30 000 000 | [ 30 ] |
| Пипец 2 | 5 сентября 2013 | 14 августа 2013 | $28 795 985 | $32 000 000   | $60 795 985  | $28 000 000 | [ 31 ] |
| Всего   | Всего           | Всего           | $76 867 288 | $80 117 600   | $156 984 888 | $58 000 000 | —      |

### Критика
| Фильмы  | Rotten Tomatoes     | Metacritic       |
| ------- | ------------------- | ---------------- |
| Пипец   | 76 % (257 рецензий) | 66 (38 рецензий) |
| Пипец 2 | 32 % (205 рецензий) | 41 (35 рецензий) |